# 具志堅按司加那志
具志堅按司加那志（ぐしけんあじがなしー　1794年（乾隆59年） - 1885年（明治18年）10月21日）は、第二尚氏王統第17代尚灝王の夫人。尚育王の生母。
1813年（嘉慶18年）に尚育、翌年に翁長翁主を産む。
孫にあたる尚泰王の治世を経て琉球王国の終焉を見届けたのち、尚泰の東京移住後も首里に残る。91歳で薨去。